# 大梨树河
42°53′17″N 125°8′19″E / 42.88806°N 125.13861°E
大梨树河，位于中华人民共和国吉林省南部，是东辽河左岸支流，据《西安县志略》记载：“初放荒时，河两岸多梨树，种类不一，味皆甘美。当地赫尔苏居民争啖之，凡水岸处皆然，故名大梨树河。”发源于东辽县安恕镇南端关门村三县顶子山北麓，自南向北流经安恕镇李趟村、泉眼村、石驿村、安恕镇治、辽源市龙山区工农乡建新村等村镇，于辽源市区汇入东辽河。河长41千米，河道比降2.4‰，流域面积242平方千米。年均流量0.388亿立方米。由于该河流程较短，坡降陡，弯度大，降雨后汇流时间短，形成洪峰流量大，造成两岸冲刷，一遇洪水，兑地现象十分严重。